# Hylaeamys laticeps
Hylaeamys laticeps é uma espécie de roedor da família Cricetidae. Endêmica do Brasil, onde pode ser encontrada nos estados da Bahia, Espírito Santo, Minas Gerais e Rio de Janeiro. É considerada uma espécie de tamanho média com cerca de 27,5cm e 51g de peso. É noturno e consome principalmente frutas e sementes. 
Está em ameaça de extinção devido a perda de habitat. 